# ギンザメ
ギンザメ（銀鮫、Chimaera phantasma）は、ギンザメ目ギンザメ科に属する魚類。ギンブカとも呼ばれる。

## 分布
太平洋北西部。ロシア・日本近海からフィリピン・ボルネオ島近海にかけて。ニューカレドニアでも記録がある。

## 特徴
属名Chimaeraはギリシア神話に登場する怪物・キマイラ（キメラ）に由来し、独特の姿形から名付けられたものである。種名phantasmaは、「幽霊」「幻影」といった意味。英語では"Rat fish"、"Rabbit fish"などの名称もあるがこれらはギンザメ類全般に対して用いられる名称であり本種のみに言及する場合は"Silver chimaera"の名称を用いることが望ましい。
全長1.1メートル。体色は銀白色。サメやエイなどの板鰓類と異なる点は、鰓孔（外鰓孔）を一対しかもたないことである。大きな胸鰭をもち、海底付近を上下に羽ばたくようにして遊泳する。背鰭前縁に1本の毒腺のある棘をもつ。刺されると痛むが、人に対する毒性は弱い。歯は癒合し、硬いものをすり潰すのに適している。餌は底性の貝や甲殻類である。
卵生。雄の頭部には鈎状の突起があり、交尾時に雌を押さえ付けるのに用いられる。

## 人間との関係
漁業による混獲により、生息数が減少していると考えられている。
情報不足（DD）（環境省レッドリスト）。
底引き網などにかかることがあり、九州地方ではギンブカの名前でスーパーなどに並び、フカの湯引きといった料理に使われるほか、かまぼこや練り製品の材料になる。
定置網や刺し網などで生きたまま漁獲されることもあるため、2019年2月15日に長崎ペンギン水族館で2匹の展示など、まれに水族館に展示されることもある。しかし、長期飼育は難しく鴨川シーワールドの例では2006年に鴨川沖の定置網で採集した個体を315日間飼育したものが最長記録である。また同館では2019年2月8日に捕らえたギンザメの展示を2019年3月から開始している。
背鰭にある棘は大きく、毒をもつので取り扱いには注意を要する。